# Alle Farben
Frans Zimmer (Berlijn, 5 juni 1985), beter bekend als Alle Farben, is een Duitse dj en muzikant. Hij maakt vooral deephouse.

## Biografie
Frans Zimmer werd geboren en getogen in de Berlijnse wijk Kreuzberg, waar hij tot op de dag van vandaag woont en werkt. Na de middelbare school te hebben doorlopen, wilde hij kunst studeren, maar hij werd niet toegelaten op de universiteit. In 2010 begon hij als dj in Berlijnse nachtclubs en bars. Geïnspireerd door kunstartiest Friedensreich Hundertwasser, nam Zimmer de naam "Hundert Farben" aan, wat hij later veranderde in "Alle Farben".
In 2014 verscheen zijn debuutalbum Synesthesia - I Think in Colours, met de hitsingle She Moves (Far Away). Dit nummer werd een grote hit in het Duitse taalgebied, en haalde ook in Nederland en Vlaanderen de hitlijsten. Daarna had hij samen met de Duitse zangeres Anna Naklab in Europa nog een hit met een deephouse-versie van Reamonns Supergirl.
In 2016 verscheen Alle Farbens tweede studioalbum Music is My Best Friend. De singles van dit album, Please Tell Rosie en Bad Ideas, werden alleen hits in het Duitse taalgebied.

## Discografie
- 2014: She Moves (Far Away) (met Graham Candy)
- 2015: Supergirl (met Anna Naklab en YouNotUs)
- 2016: Please Tell Rosie (met YouNotUs)
- 2016: Bad Ideas
- 2017: Little Hollywood (met Janieck Devy)
- 2018: Holy (met RHODES)
- 2018: Only Thing We Know met (Kelvin Jones en YouNotUs)

### Albums
| Album                            | Verschijnen  | Label | Hitlijsten | Hitlijsten | Hitlijsten |
| Album                            | Verschijnen  | Label | DE         | AT         | CH         |
| Album                            | Verschijnen  | Label | Piek       | Piek       | Piek       |
| -------------------------------- | ------------ | ----- | ---------- | ---------- | ---------- |
| Synesthesia - I Think in Colours | 23 mei 2014  | B1    | 20         | 54         | 40         |
| Music Is My Best Friend          | 3 juni 2016  | B1    | 20         | —          | 55         |
| Sticker On My Suitcase           | 14 juni 2019 | B1    | 29         | 72         | 67         |

### Singles
| Lied                                                                                           | Verschijnen       | Album                            | Hitlijsten | Hitlijsten | Hitlijsten | Hitlijsten | Hitlijsten  | Hitlijsten  | Hitlijsten   | Hitlijsten   | Hitlijsten | Hitlijsten | Hitlijsten | Hitlijsten |
| Lied                                                                                           | Verschijnen       | Album                            | BE (VL)    | BE (VL)    | BE (WA)    | BE (WA)    | NL (Top 40) | NL (Top 40) | NL (Top 100) | NL (Top 100) | DE         | FR         | AT         | CH         |
| Lied                                                                                           | Verschijnen       | Album                            | Piek       | Weken      | Piek       | Weken      | Piek        | Weken       | Piek         | Weken        | Piek       | Piek       | Piek       | Piek       |
| ---------------------------------------------------------------------------------------------- | ----------------- | -------------------------------- | ---------- | ---------- | ---------- | ---------- | ----------- | ----------- | ------------ | ------------ | ---------- | ---------- | ---------- | ---------- |
| She Moves (Far Away) (met Graham Candy)                                                        | 2 mei 2014        | Synesthesia – I Think in Colours | 43         | 4          | 47         | 1          | 15          | 11          | 21           | 19           | 9          | 173        | 15         | 21         |
| Supergirl (met Anna Naklab & YouNotUs)                                                         | 8 mei 2015        | —                                | tip33      | —          | tip26      | —          | tip18       | —           | —            | —            | 2          | 52         | 1 (2 wk)   | 5          |
| Please Tell Rosie (met YouNotUs)                                                               | 27 mei 2016       | Music Is My Best Friend          | —          | —          | —          | —          | —           | —           | —            | —            | 3          | —          | 2          | 70         |
| Bad Ideas                                                                                      | 15 juli 2016      | Music Is My Best Friend          | —          | —          | —          | —          | —           | —           | —            | —            | 7          | —          | 4          | 79         |
| Little Hollywood (met Janieck Davy)                                                            | 7 april 2017      | Sticker on My Suitcase           | —          | —          | —          | —          | —           | —           | —            | —            | 14         | —          | 8          | 31         |
| H.O.L.Y. (met RHODES)                                                                          | 23 maart 2018     | Sticker on My Suitcase           | —          | —          | —          | —          | —           | —           | —            | —            | 65         | —          | 54         | —          |
| Only Thing We Know (met Kelvin Jones & YouNotUs)                                               | 8 juni 2018       | Sticker on My Suitcase           | —          | —          | tip        | —          | —           | —           | —            | —            | 20         | —          | 24         | 41         |
| Build a House (met Stefanie Heinzmann)                                                         | 21 september 2018 | —                                | —          | —          | —          | —          | —           | —           | —            | —            | —          | —          | —          | 38         |
| Fading (met Ilira)                                                                             | 2 november 2018   | Sticker on My Suitcase           | —          | —          | tip        | —          | —           | —           | —            | —            | 16         | —          | 16         | 17         |
| Walk Away (met James Blunt)                                                                    | 29 maart 2019     | Sticker on My Suitcase           | —          | —          | —          | —          | —           | —           | —            | —            | 98         | —          | —          | —          |
| As Far As Feelings Go (met Justin Jesso)                                                       | 11 oktober 2019   | —                                | —          | —          | tip        | —          | —           | —           | —            | —            | —          | —          | —          | —          |
| Running Back to You (met Martin Jensen & Nico Santos)                                          | 9 oktober 2020    | —                                | —          | —          | tip        | —          | —           | —           | —            | —            | 80         | —          | —          | —          |
| Lemon Tree (met Fools Garden)                                                                  | 8 januari 2021    | —                                | —          | —          | —          | —          | —           | —           | —            | —            | 92         | —          | —          | —          |
| Somewhere over the Rainbow / What a Wonderful World (met Robin Schulz & Israel Kamakawiwo'ole) | 9 juli 2021       | Pink (Robin Schulz)              | —          | —          | 48         | 1          | tip19       | —           | —            | —            | 82         | 138        | —          | —          |
| Alright (met Kiddo)                                                                            | 17 september 2021 | —                                | —          | —          | —          | —          | —           | —           | —            | —            | 37         | —          | 39         | —          |
| Let It Rain Down (met PollyAnna)                                                               | 27 mei 2022       | ?                                | —          | —          | —          | —          | —           | —           | —            | —            | 78         | —          | —          | —          |

- Gemeinsame Normdatei: 1052895530
- International Standard Name Identifier: 0000 0004 4885 6465
- Library of Congress Control Number: n2018004071
- MusicBrainz: 18f9ced1-cab5-4852-b885-e7e98e7c5df1
- Virtual International Authority File: 310508243
- WorldCat: E39PBJqbphDdmV63kGjCM734v3